# CSN (álbum)
CSN es el tercer álbum de estudio del grupo Crosby, Stills & Nash, publicado por la compañía discográfica Atlantic Records en junio de 1977. El álbum, el primero sin Neil Young desde su entrada en el grupo, alcanzó el puesto dos en la lista estadounidense Billboard 200, solo por detrás del álbum de Fleetwood Mac Rumours. Además, dos sencillos extraídos del álbum, «Just a Song Before I Go» y «Fair Game», alcanzaron los puestos 7 y 43 respectivamente en la lista Billboard Hot 100.

## Lista de canciones
| Cara A |                   |                            |          |  |
| N.º    | Título            | Escritor(es)               | Duración |  |
| 1.     | «Shadow Captain»  | David Crosby, Craig Doerge | 4:32     |  |
| 2.     | «See the Changes» | Stephen Stills             | 2:56     |  |
| 3.     | «Carried Away»    | Graham Nash                | 2:29     |  |
| 4.     | «Fair Game»       | Stephen Stills             | 3:30     |  |
| 5.     | «Anything at All» | David Crosby               | 3:01     |  |
| 6.     | «Cathedral»       | Graham Nash                | 5:15     |  |

| Cara B |                           |                |          |  |
| N.º    | Título                    | Escritor(es)   | Duración |  |
| 1.     | «Dark Star»               | Stephen Stills | 4:43     |  |
| 2.     | «Just A Song Before I Go» | Graham Nash    | 2:12     |  |
| 3.     | «Run from Tears»          | Stephen Stills | 4:09     |  |
| 4.     | «Cold Rain»               | Graham Nash    | 2:32     |  |
| 5.     | «In My Dreams»            | David Crosby   | 5:10     |  |
| 6.     | «I Give You Give Blind»   | Stephen Stills | 3:21     |  |

## Personal
Músicos
- David Crosby: voz y guitarra rítmica en "Fair Game" y "Dark Star"; guitarra acústica en "Just A Song Before I Go" y "In My Dreams"; orquestación en "Cathedral" y "Cold Rain"
- Stephen Stills: voz y guitarras en todos los temas excepto "Carried Away," "Cathedral" y "Cold Rain" piano eléctrico en "Anything at All"; piano y orquestación en "I Give You Give Blind"; timbales en "Fair Game"
- Graham Nash: voz y piano en "Carried Away," "Cathedral," "Just A Song Before I Go," y "Cold Rain"; armónica en "Carried Away"; orquestación en "Cathedral" y "Cold Rain"
- Joe Vitale: batería en "Carried Away," "Fair Game," "Cathedral," "Dark Star," "Run From Tears" y "I Give You Give Blind"; órgano en "Shadow Captain,"  "Fair Game," "Anything at All," "Dark Star"; piano eléctrico en "Carried Away," "Just A Song Before I Go"; percusión en "Cathedral," "I Give You Give Blind"; flauta en "Shadow Captain";vibráfono en "In My Dreams"
- Craig Doerge: piano en "Shadow Captain" y "Anything at All"; piano eléctrico en "Shadow Captain" y "Dark Star"
- Mike Finnigan: órgano en "Run From Tears"
- George Perry: bajo en "Shadow Captain," "Fair Game," "Anything at All", "Cathedral," "Dark Star," y "I Give You Give Blind"
- Jimmy Haslip: bajo en "Carried Away"
- Tim Drummond: bajo en "Just A Song Before I Go"
- Gerald Johnson: bajo en "Run From Tears"
- Russ Kunkel: batería en "Shadow Captain" "Anything at All," "Just A Song Before I Go," y "In My Dreams"; congas en "Shadow Captain" y "Dark Star"; percusión en "Just A Song Before I Go"
- Ray Barretto: congas en "Fair Game"
- Mike Lewis: orquestación en "Cathedral," "Cold Rain," y "I Give You Give Blind"
- Joel Bernstein: orquestación en "Cathedral"

Equipo técnico
- Crosby, Stills & Nash: producción musical
- Howard Albert, Ron Albert: ingeniero de sonido
- Steve Gursky: ingeniero asistente
- Joel Bernstein: fotografía
- Gary Burden: dirección artística y diseño
- Joe Gastwirt: remasterización digital